# Cierges
Cierges település Franciaországban, Aisne megyében. Lakosainak száma 64 fő (2022. január 1.). Cierges Coulonges-Cohan, Courmont, Fresnes-en-Tardenois, Goussancourt, Ronchères, Sergy és Sainte-Gemme községekkel határos.

## Népesség
A település népességének változása:
| Lakosok száma | 111  | 78   | 81   | 72   | 72   | 70   | 66   | 65   | 65   | 64   |
|               | 1968 | 1982 | 1990 | 2006 | 2013 | 2015 | 2017 | 2019 | 2020 | 2022 |